# Petr Kaplan
Petr Kaplan nebo Pete Kaplan (16. června 1940 Ostrava – 26. srpna 2007 Praha) byl český zpěvák a doprovodný kytarista.

## Život
Svou první skupinu s názvem Samuel's Band (nebo zkráceně jen Samuels) založil v roce 1958. Ve skupině s ním rovněž hrál i baskytarista Pavel Chrastina, se kterým později opět spolupracoval. V roce 1962 spolu s Chrastinou a dalšími založil skupinu Olympic, kterou následující rok opustil. V letech 1964–1968 hrál se skupinou Mefisto. V roce 1967 vystoupil spolu se skupinou Rogers Band Františka Ringo Čecha na prvním československém beatovém festivalu v Lucerně. V roce 1968 obnovil skupinu Samuels pod názvem Mickey and the Samuels, která se po značné proměně členů rozpadla v roce 1975.